# (2648) Owa
(2648) Owa es un asteroide perteneciente al cinturón de asteroides, descubierto el 8 de noviembre de 1980 por Edward Bowell desde la Estación Anderson Mesa (condado de Coconino, cerca de Flagstaff, Arizona, Estados Unidos).

## Designación y nombre
Designado provisionalmente como 1980 VJ. Fue nombrado Owa en homenaje al dialecto hopi cuya palabra "Owa" significa piedra.